# San José de Feliciano (Entre Ríos)
San José de Feliciano is een plaats in het Argentijnse bestuurlijke gebied Feliciano in de provincie Entre Ríos. De plaats telt 11.137 inwoners.